# Драйзен
Драйзен (нім. Dreisen) — громада в Німеччині, розташована в землі Рейнланд-Пфальц. Входить до складу району Доннерсберг. Складова частина об'єднання громад Гельгайм.
Площа — 9,03 км2. Населення становить 959 ос. (станом на 31 грудня 2020).